# أدريان أيوانا
أدريان أيوانا (بالرومانية: Adrian Ioana)‏ هو رياضياتي روماني، ولد في 18 يناير 1981 في ترجو جيو في رومانيا.